# 핑거 (기업)
주식회사 핑거(Finger Co. Ltd.)는 2000년 12월 설립한 B2C 핀테크 전문 기업이다. 대표이사는 안인주이다. 
2021년 1월에 코스닥 증권시장에 상장되었다. 
주요 사업으로 자체 플랫폼, 솔루션을 통해 국내 금융기관의 비대면 뱅킹시스템과 콘텐츠를 개발하고 있으며, 우수한 스크래핑 기술 및 모바일 앱 개발 플랫폼을 앞세워 국내 핀테크 시장에서 높은 시장점유율을 확보하고 있다. 
클라우드 기반 중소기업 전용 비즈니스웨어 ‘파로스(Pharos)’를 공식 출시하며 기업 서비스 시장으로 진출하였다.  

## 주요 관계사
(주)핀테크, (주)핑거프라임, (주)어카운즈-finddy Inc. (주)핑거자산운용, (주)핑거아이에스, (주)마이크레딧체인, (주)핑거비나